# Бельгия на летних Олимпийских играх 1912

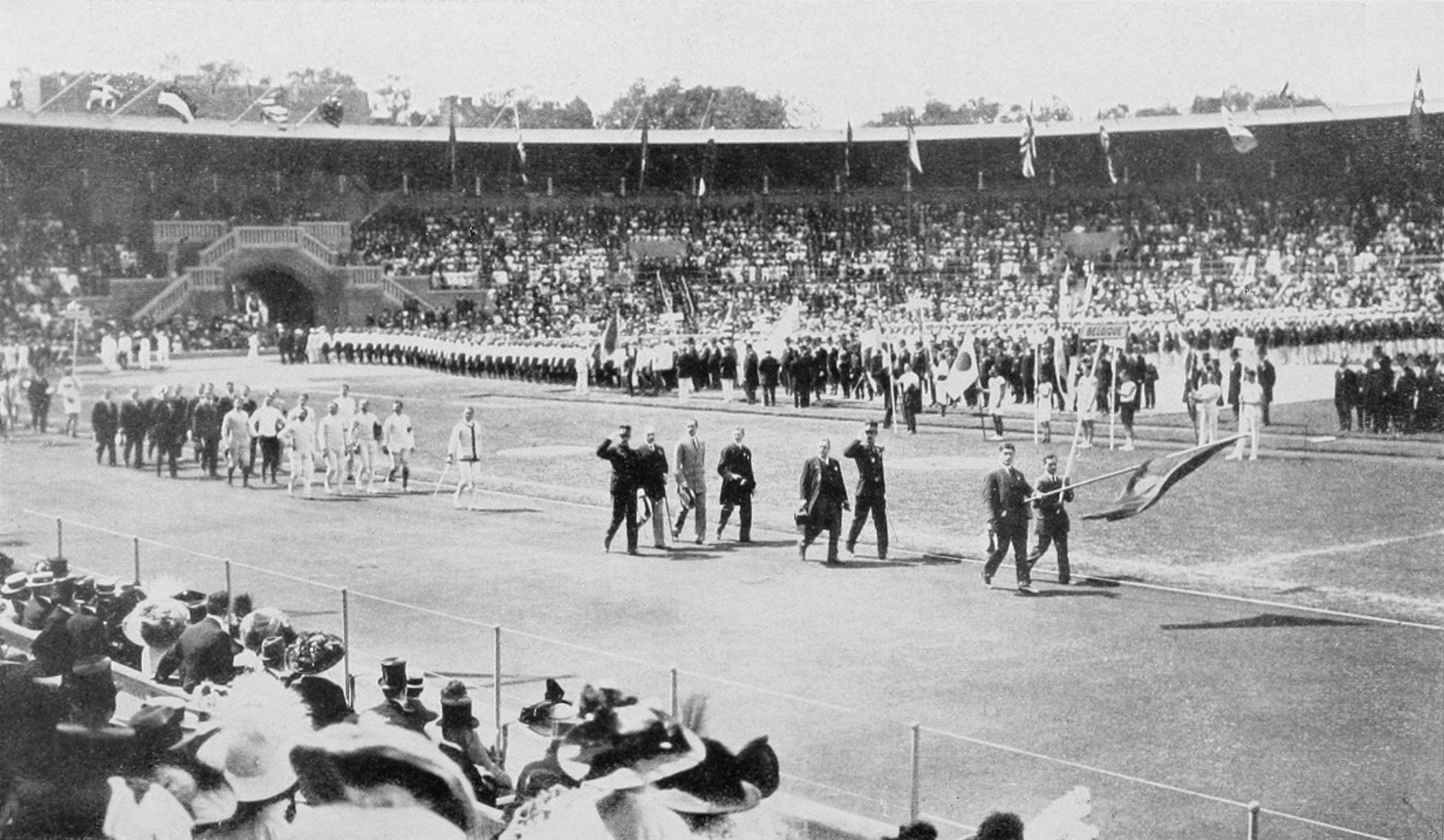
Сборная Бельгии на церемонии открытия

Бельгия принимала участие в Летних Олимпийских играх 1912 года в Стокгольме (Швеция) в третий раз за свою историю, и завоевала одну серебряную, две золотые и три бронзовые медали. Сборная страны состояла из 36 спортсменов (35 мужчин, 1 женщина).

## Медалисты
| Медаль  | Спортсмен | Вид спорта           | Дисциплина                           |
| ------- | --- | -------------------- | ------------------------------------ |
| Золото  | Поль Анспах | Фехтование           | Мужчины, шпага, личное первенство    |
| Золото  | Поль Анспах Анри Анспах Робер Энне Жак Ош Гастон Салмон Виктор Виллем                                                | Фехтование           | Мужчины, шпага, командное первенство |
| Серебро | Полидор Вейрман | Академическая гребля | Мужчины, одиночки                    |
| Бронза  | Альбер Дюран Арман Доннерс Виктор Боэн Арман Мейбом Жозеф Плетинк Оскар Грегуар Фелисьен Курбе Жан Хоффман Пьер Нейс | Водное поло          | Мужчины                              |
| Бронза  | Филипп ле Арди де Больё                                                                                              | Фехтование           | Мужчины, шпага, личное первенство    |
| Бронза  | Эмманюэль де Бломмаэр де Сой                                                                                         | Конный спорт         | Конкур, личное первенство            |

## Результаты соревнований

### Академическая гребля
Олимпийские соревнования по академической гребле проходили с 17 по 19 июля в центре Стокгольма в заливе Юргоргдсбруннсвикен. В каждом заезде стартовали две лодки. Победитель заезда проходил в следующий раунд, а проигравшие завершали борьбу за медали. Экипажи, уступавшие в полуфинале, становились обладателями бронзовых наград.
Мужчины
| Соревнование | Спортсмены      | Первый раунд         | Четвертьфинал             | Полуфинал                    | Финал                | Место |
| Соревнование | Спортсмены      | Соперник / Результат | Соперник / Результат      | Соперник / Результат         | Соперник / Результат | Место |
| ------------ | --------------- | -------------------- | ------------------------- | ---------------------------- | -------------------- | ----- |
| одиночки     | Полидор Вейрман | без соперника 7:59,2 | HUNЙ. Месарош В три длины | RUSМ. Куузик В полторы длины | GBRУ. Киннир П +8,7  | 2     |